# Civenna
Civenna est une commune italienne de la province de Côme dans la région Lombardie en Italie.

## Administration
| Période                                  | Période | Identité | Étiquette | Qualité |
| ---------------------------------------- | ------- | -------- | --------- | ------- |
|                                          |         |          |           |         |
| Les données manquantes sont à compléter. |         |          |           |         |

### Hameaux
De 1927 à 1949, une fraction de Civenna a été Barni.

### Histoire
En 2014, à la suite d'un référendum consultatif, la municipalité de Civenna a été dissoute et fusionnée avec la municipalité voisine de Bellagio, dont elle constitue maintenant la plus grande fraction. Au moment de la fusion, 730 habitants résidaient dans la municipalité.

### Communes limitrophes
Bellagio, Magreglio, Oliveto Lario